# Place de la République (Bordeaux)
Pour les articles homonymes, voir Place de la République.
La place de la République est une voie de Bordeaux.

## Situation et accès
La place de la République de Bordeaux est encadrée par l'hôpital Saint-André (construit par Jean Burguet entre 1825 et 1830) et le palais Thiac, qui se font face.

## Origine du nom
La place de la République s'appelait jusqu'à 1884 place d'armes. Les manœuvres militaires s'y déroulaient.

## Bâtiments remarquables et lieux de mémoire
- Le Monument aux morts de la guerre de 1870 (de J. Achard) y est situé.

Un bas-relief en bronze commémore la mort du commandant Arnould le 12 janvier 1871 au cours de la bataille de Savigné-Chanteloup à la tête du 5ème bataillon des Mobiles de la Gironde
- Le palais de justice de Bordeaux y est construit entre 1839 et 1846 à l'emplacement de l'ancien fort du Hâ.

Monument aux morts de la guerre de 1870
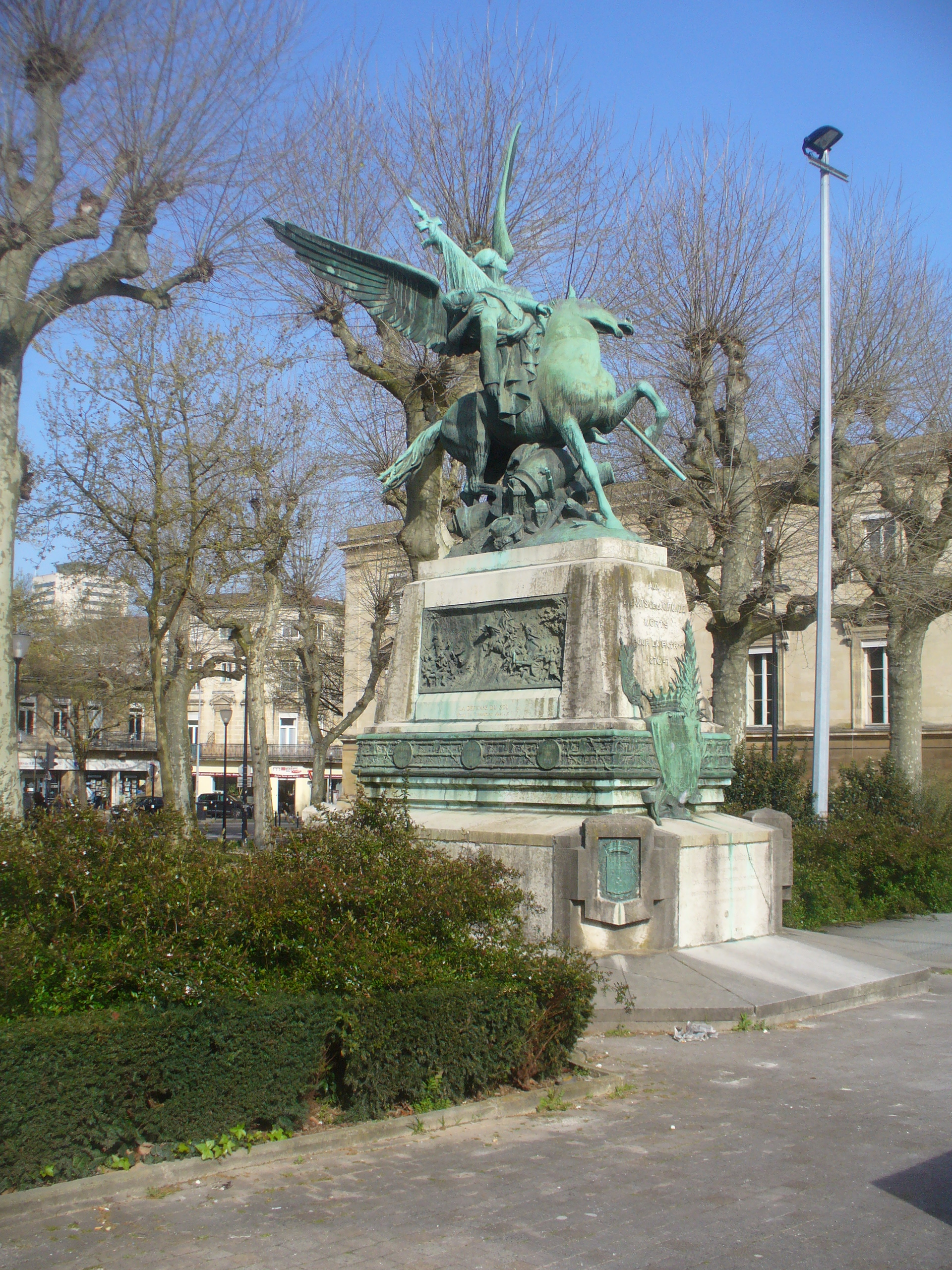
vue sur le côté sud
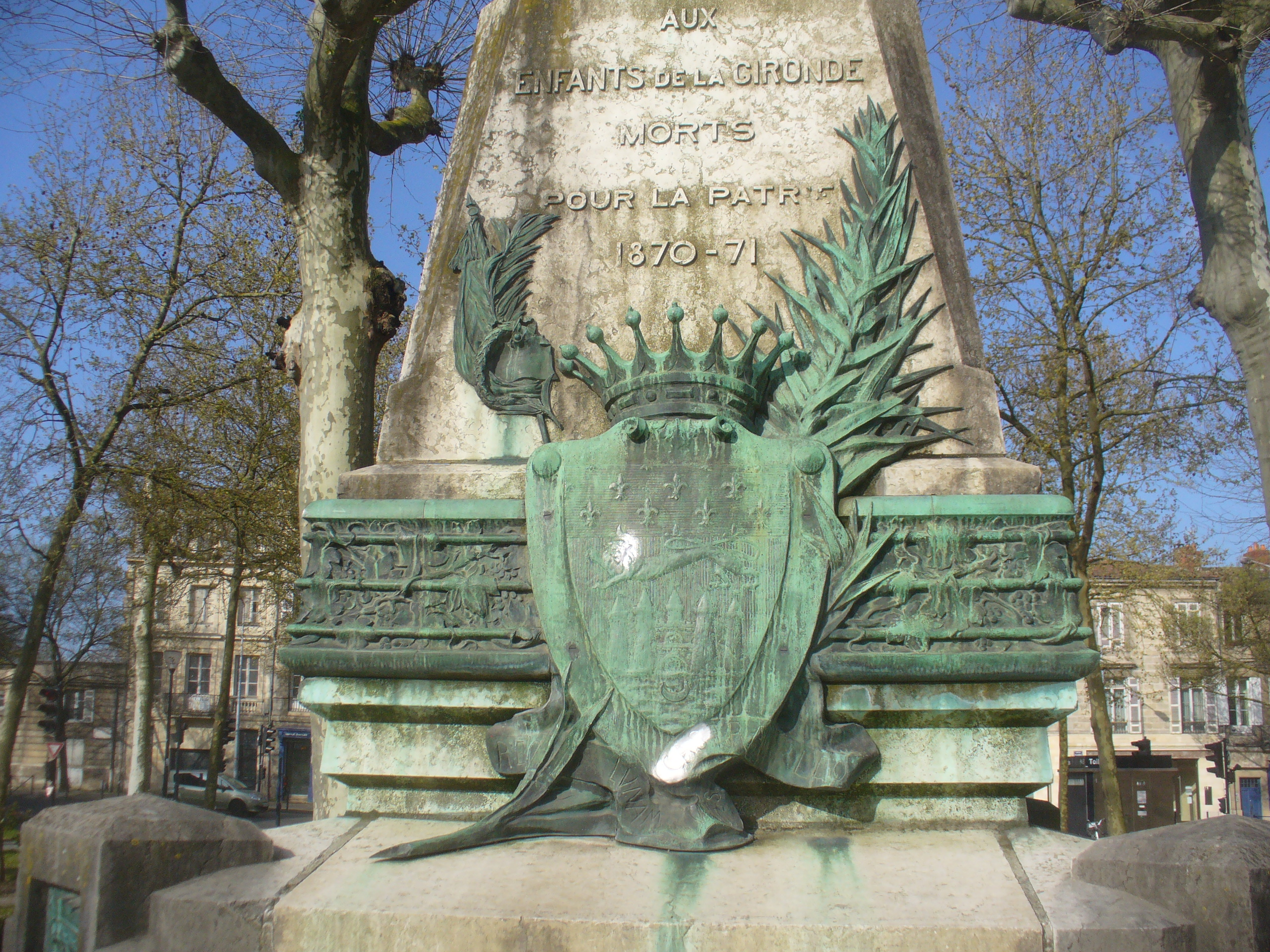
détail de la face principale
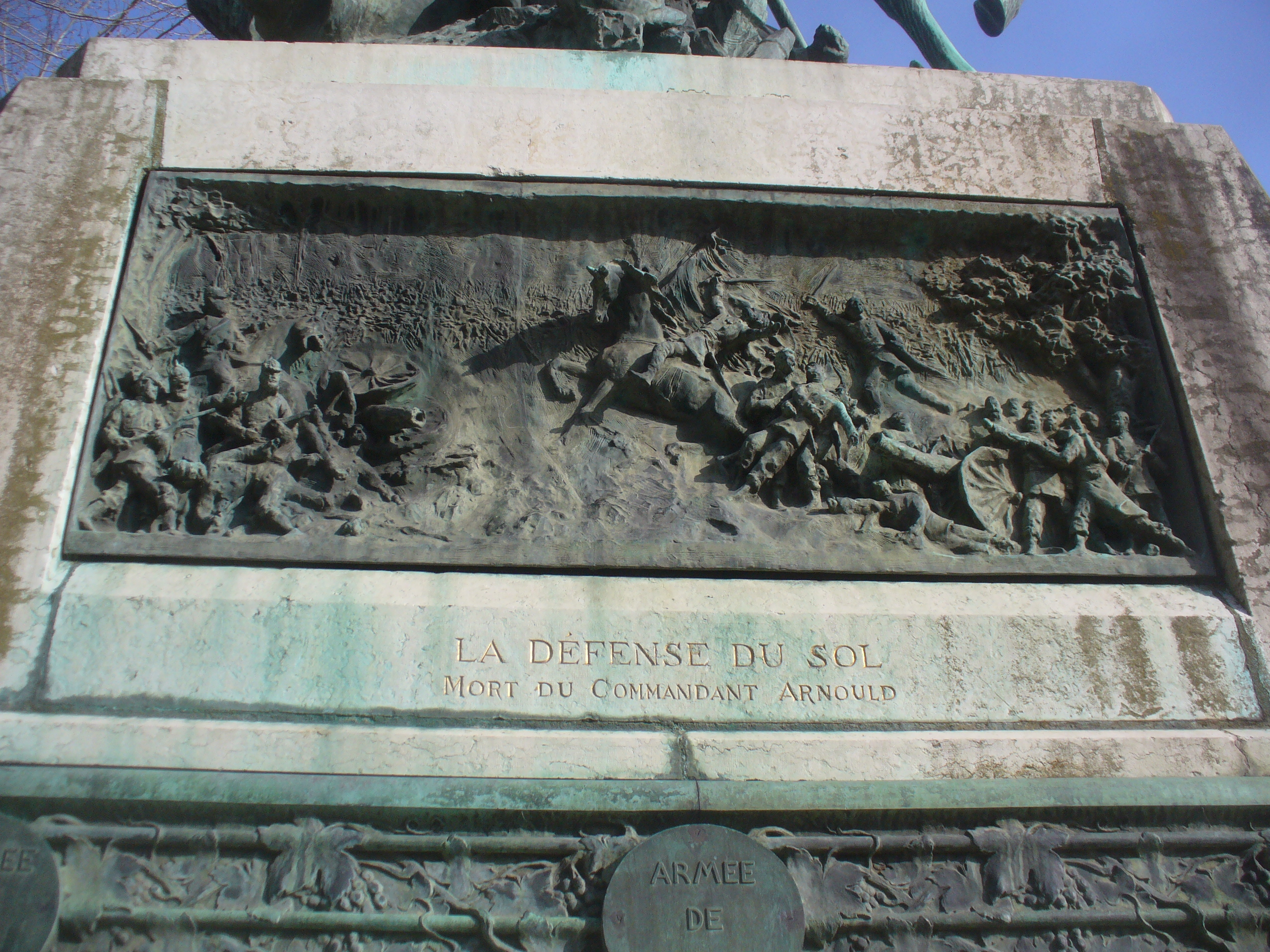
bas-relief en bronze commémorant la mort du Commandant Arnould (1/2)
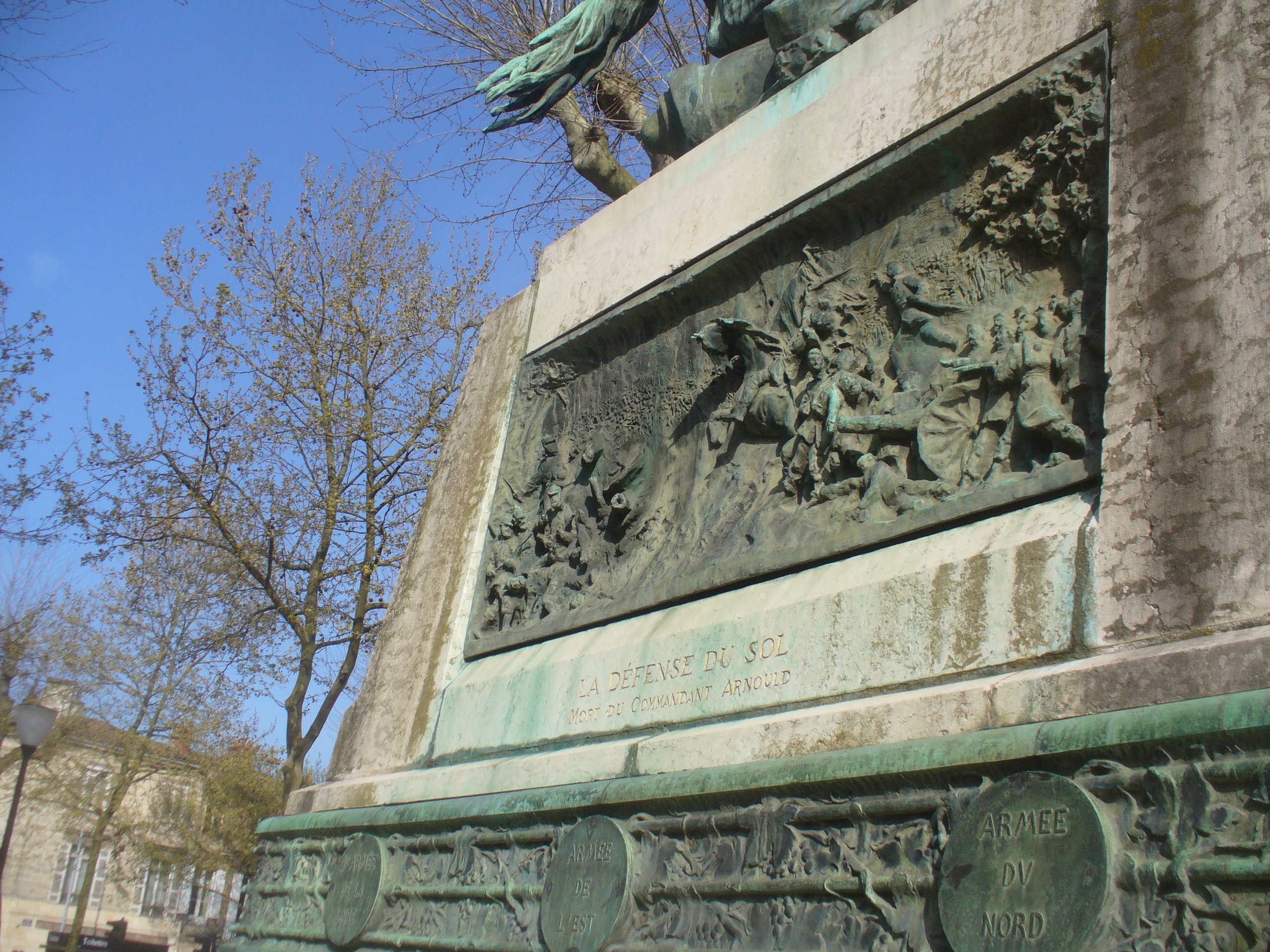
bas-relief en bronze commémorant la mort du Commandant Arnould (2/2)